# Smermesnil
Smermesnil – miejscowość i gmina we Francji, w regionie Normandia, w departamencie Sekwana Nadmorska.
Według danych na rok 1990 gminę zamieszkiwało 218 osób, a gęstość zaludnienia wynosiła 17 osób/km² (wśród 1421 gmin Górnej Normandii Smermesnil plasuje się na 685. miejscu pod względem liczby ludności, natomiast pod względem powierzchni na miejscu 215.).